# Fagun (Zeitung)
Fagun ist eine monatlich als Printversion erscheinende Zeitung, die auf Santali in der Ol-Chiki-Schrift gedruckt wird. Die Zeitung wurde 2008 von Mangat Murmu gegründet und ist die einzige in dieser Sprache erscheinende Zeitung. Herausgeberin ist Malati Murmu, die 2016 mit dem Telegraph Legend Award ausgezeichnet wurde. Erscheinungsort von Fagun ist Bhubaneswar im Bundesstaat Odisha, die einzelne Ausgabe kostet 5 Rupien. Die Zeitung hatte eine Erstauflage von 500 Stück, mittlerweile liegt die Auflage bei 5000. Sie wird landesweit gelesen, selbst auf den Andamanen und den Nikobaren finden sich Leser.

## Rubriken
Neben dem Nachrichtenteil und Editorials veröffentlicht Fagun auch Kurzgeschichten und Gedichte, es gibt eine Rubrik für Frauen und Kinder, in der unter anderem Kochrezepte veröffentlicht werden, und auch einen Kulturteil mit Veranstaltungsankündigungen und Rezensionen. Ebenso wird das Curriculum für College-Studenten veröffentlicht. Letzteres hat den Hintergrund, dass die Regierung seit einiger Zeit an einigen Universitäten in Odisha ein Curriculum auf Santali anbietet. Die Information über Details ist für die Santalgemeinschaft sehr wichtig.